# Évaluation de la recherche scientifique
 (février 2009).
Si vous disposez d'ouvrages ou d'articles de référence ou si vous connaissez des sites web de qualité traitant du thème abordé ici, merci de compléter l'article en donnant les références utiles à sa vérifiabilité et en les liant à la section « Notes et références ».
La recherche scientifique comprend des activités de recherche fondamentale, entreprises en vue de produire de nouvelles connaissances indépendamment des perspectives d'application. Le bénéfice de cette recherche étant difficile à quantifier, au moins à court terme, l'efficacité de l'effort consenti est difficile à mesurer.
Dans les sociétés modernes, où l'effort de recherche est financé, non plus par la fortune personnelle du chercheur ou des mécènes, mais par l'État ou des entreprises privées, un fort besoin d'évaluer l'efficacité de la recherche fondamentale est apparu [Quand ?].

## Définition
On désigne par évaluation de la recherche scientifique une procédure mise en place par une institution contribuant au financement d'activités de recherche, pour évaluer le bon usage de ce financement. Il en existe plusieurs modalités possibles.
Il ne faut pas confondre ce travail avec une autre évaluation, celle des comités de lecture (une évaluation par les pairs de la justesse d'un travail scientifique et de sa présentation en vue de sa publication).
L'évaluation peut concerner toutes sortes d'entités de la recherche scientifique, de l'évaluation individuelle à celle d'universités ou d'instituts.

## La difficulté de l'évaluation
- Les retombées d'un travail scientifique ou d'une découverte peuvent être très lointaines, que ce soit dans le temps ou quant au domaine d'application (voir par exemple l'historique du laser).
- Le bénéfice n'est pas nécessairement mesurable économiquement, par exemple en sciences humaines, mais aussi en sciences naturelles.
- Les résultats de recherche pris isolément peuvent n'avoir qu'un faible impact apparent, mais beaucoup de grandes innovations procèdent de la combinaison de plusieurs découvertes fondamentales de domaines différents, dont les mérites respectifs ne sont probablement pas mesurables.

## Les critères d'évaluation dans la recherche académique
L'évaluation de la recherche, pour limitée qu'elle soit par les difficultés évoquées ci-dessus, peut cependant s'appuyer sur certains critères : la communication de résultats par les chercheurs, la continuité des recherches basées sur ces résultats, la reconnaissance des avancées réalisées par le reste de la communauté scientifique, et, dans les cas où cela est pertinent, la valorisation commerciale ou sociale des résultats. Il n'en demeure pas moins que ces critères sont discutables : de très bonnes recherches peuvent ne pas avoir été publiées ou communiquées (sans être perdues pour autant), des résultats essentiels à la recherche peuvent ne pas être repris immédiatement par d'autres équipes de chercheurs, ni être reconnus immédiatement à leur juste valeur. Le temps long permet la plus juste évaluation d'une recherche.   
Ces critères d'évaluation sont d'ordre qualitatif. L'évaluation des résultats de recherche est nécessairement menée par des pairs, pour être pertinente. En France, le Comité d'éthique du CNRS (Comets) a formulé la recommandation suivante : « L’évaluation qualitative de la recherche par les pairs doit rester la règle. » Les résultats de recherche et leurs évaluations sont donc par définition difficiles à examiner par d'autres que les spécialistes des domaines concernés. Le fonctionnement de la recherche repose et a toujours reposé sur une autorégulation des chercheurs entre eux. Pour contourner cette difficulté, des critères quantitatifs ont pu être proposés pour tenter de mesurer les performances des chercheurs ou des groupes de chercheurs, sans qu'on ait jamais pu clairement établir si des résultats qualitatifs pouvaient être mesurés. 

### Les publications scientifiques
Le nombre de publications scientifiques et des indicateurs sur leur réception par les autres chercheurs peuvent fournir des indications sur la qualité de la communication des résultats, et sur l'intérêt porté à ceux-ci dans les recherches ultérieures.
Voir revue scientifique et scientométrie.

### Les prix internationaux
Les prix internationaux indiquent une forme de reconnaissance pour les travaux récompensés. Cependant, il y a d'une part un décalage dans le temps parfois très important entre ces travaux et le moment d'attribution. D'autre part, la procédure d'attribution de ces prix peut parfois être biaisée, en particulier lorsqu'il s'agit de départager plusieurs chercheurs ou équipes de chercheurs qui s'attribuent une découverte scientifique. Enfin, les plus prestigieux de ces prix (Prix Nobel et médaille Fields pour les mathématiques) ne couvrent qu'un certain nombre de sciences, excluant de fait les autres disciplines. Ainsi les Prix Nobel, qui sont utilisés notamment dans le classement Shanghaï des universités, en complément des médailles Fields, ne couvrent que la physique, la chimie, la physiologie ou la médecine, et l'économie. Les prix Nobel de littérature et de la paix ne sont, quant à eux, pas pris en compte par le classement de Shanghai pour évaluer la recherche.

### La valorisation commerciale
Le dépôt d'un brevet ou la création d'une spin-off indique qu'une valorisation commerciale des travaux a été entreprise.
Cependant, les brevets ne concernent par essence que des résultats de recherche appliquée, et non la recherche fondamentale. Par ailleurs, dans certains domaines, l'opinion générale est que les résultats ne doivent pas être brevetables, par exemple les algorithmes ou le génome. Enfin, la valorisation sociale de résultats de recherche échappe à ce critère : celui-ci s'applique donc avant tout aux sciences qui relèvent de la Recherche et Développement, et non aux sciences humaines et sociales, dont les praticiens ne déposent pas - en général - de brevets.

### Les évaluations antérieures
Lorsqu'un chercheur demande l'octroi d'un financement pour un projet, il indique souvent les financements qu'il a obtenus précédemment. Leur liste figure généralement sur les curriculum vitæ des chercheurs anglo-saxons. Cela est également valable pour les laboratoires eux-mêmes, un laboratoire déjà bien doté étant mieux à même de trouver de nouveaux financements.
On peut critiquer le fait que leur attribution montre qu'une évaluation précédant leur utilisation a été positive, et non que le financement a été employé a bon escient.

## Systèmes d'évaluation dans le monde

### En France
En France, les EPST tels que le CNRS ou l'INSERM font évaluer tous les deux ans leurs chercheurs par une instance d'évaluation qui leur est rattachée sur des applications web dédiées pour dématérialiser l'activité. L'instance évalue également les laboratoires de recherche qui sont affiliés à l'établissement (souvent en cotutelle avec une ou plusieurs universités ou autres organismes) ou demandent leur affiliation, au rythme imposé par le calendrier de contractualisation (jusqu'en 2011 tous les quatre ans, tous les cinq ans depuis). Les laboratoires peuvent ainsi perdre ou gagner l'affiliation à ces organismes, avec à la clé d'importantes conséquences pour leur financement et leurs perspectives de recrutement de nouveaux chercheurs.
De 2007 à 2013 a existé une agence nationale, l'AERES, chargée d'évaluer tous les établissements de recherche et d'enseignement supérieur, les unités de recherche et les formations. Elle a été supprimée par la loi du 22 juillet 2013 relative à l'enseignement supérieur et à la recherche, pour être remplacée par un Haut conseil de l'évaluation de la recherche et de l'enseignement supérieur (HCERES).
Les EPST font également évaluer, par les mêmes instances d'évaluation siégeant éventuellement en formation restreinte, ceux de leurs chercheurs qui demandent une promotion de grade ou de corps. Les chercheurs des EPST rencontrant potentiellement cinq tels passages au cours de leur carrière (un passage de la 2e à la 1re classe dans le corps des chargés de recherche (CR), un concours pour passer du corps des CR au corps des directeurs de recherche (DR) et trois changements de classe possibles dans le corps des DR), la carrière des chercheurs apparaît étroitement dépendante de leur évaluation qui, tout le temps où ils sont candidats à une promotion, est, de fait, annuelle. La critique selon laquelle la carrière des chercheurs des EPST suivrait un cours peu dépendant de leur activité réelle et de son évaluation apparaît donc essentiellement fondée sur la méconnaissance du statut des chercheurs des EPST et sur des préjugés idéologiques concernant les carrières de la fonction publique. La même critique est d'ailleurs formulée aux États-Unis [Par qui ?] contre le système de tenure, introduit pour garantir l'autonomie de certains chercheurs par le biais d'une garantie d'emploi.
L'objectivité des évaluations effectuées au sein des EPST a été mise en question [Par qui ?]. Le poids de la bibliométrie, de réseaux cooptés [non neutre] et d'effets de polarisation de groupe mal maîtrisés, la faiblesse de la méthodologie d'évaluation et l'absence d'une déontologie claire de référence ont pu être reprochées notamment au CNRS [réf. nécessaire] (de façon d'autant plus surprenante que tous les EPST fonctionnent de la même façon).

### Au Royaume-Uni
Le en:Research Assessment Exercise est chargé d'évaluer la recherche dans les facultés et départements des universités du Royaume-Uni, avec des conséquences financières importantes. Des syndicats britanniques se sont inquiétés de dérives liées à ce système . Par ailleurs, les frais d'inscription des étudiants sont une source de financement complémentaire importante des universités britanniques, échappant à cette forme d'évaluation.
L'évaluation des chercheurs se fait par contre au niveau de chaque université, de façon moins formelle, par le biais des évolutions de carrière. (Il n'y a donc pas d'évaluation individuelle pour ceux parvenus au grade de professeur.)

## Tendances et perspectives
Dans le monde universitaire, on reconnait largement que l'évaluation par le facteur d'impact (par le nombre et la qualité supposée des publications faites par les chercheurs, équipes et universités, par le nombre de citation de leurs études) ont des limites, lacunes et défauts. 
Des efforts sont faits pour faire évoluer ces modalités d'évaluation. Ils se sont notamment traduits par la « Déclaration de San Francisco sur l'évaluation de la recherche » (signée par près de 25 000 scientifiques et organisations), et le « Manifeste de Leiden » pour les mesures de la recherche. D'autres facteurs comme l'engagement dans l'enseignement, le mentorat, la vulgarisation scientifique, la collaborativité, la science ouverte, le don de soi dans la société, en reconnaissant aussi la valeur reconnaissant des études de réplication et en veillant à ne pas désavantager les chercheurs plus pauvres pourraient compléter l'« indice h » basé sur les citations qui reste prédominants.